# 19 janvier 1952
Le samedi 19 janvier 1952 est le 19e jour de l'année 1952.

## Naissances
- Beau Weaver, acteur américain
- Dewey Bunnell, chanteur et guitariste américain
- Dirk De Moor, chef de chœur belge
- Eric Leeds, musicien américain
- Jean-Luc Manz, artiste peintre vaudois
- Mémona Hintermann-Afféjee, journaliste française
- Martine Payfa, femme politique belge
- Moein, chanteur iranien
- Nadiuska, actrice allemande
- Robledo Puch, tueur en série argentin

- Albert Robbins, personnage fictif

## Décès
- Chaim Weizmann (né le 17 novembre 1874), chimiste et homme politique britannique puis israélien
- Maximilien Eugène d'Autriche (né le 13 avril 1895), noble autrichien
- Pierre Caron (né le 19 juin 1875), archiviste-paléographe, historien
- Walter Tennyson Swingle (né le 8 janvier 1871), botaniste et agronome américain
- Walter von Boltenstern (né le 26 novembre 1889), militaire allemand